# Jean-Étienne Dubois
Pour les articles homonymes, voir Dubois.
Jean-Étienne Dubois, né le 25 octobre 1969, est une personnalité du monde des courses hippiques. Il est driver, entraîneur, éleveur et propriétaire de trotteurs. Il est le fils de Jean-Pierre Dubois et le frère de Jean-Philippe Dubois.

## Carrière
Il gagne sa première course à Bihorel le 1er mai 1987 à l'âge de 18 ans.
Vainqueur du Prix d'Amérique en 1996 au sulky de Coktail Jet, il totalise plus de 1 500 victoires comme entraineur, et plus de 1 200 victoires comme driver. Il possède une écurie d'élevage au haras de la Perrière à Belfonds dans l'Orne, son centre d'entrainement se situe au haras de Mortrée jouxtant celui précité.
En 2014, il décide de partir en Australie pour de nouveaux challenges dans le monde du pur sang, mais garde néanmoins son élevage au haras de la Perrière. Depuis le haras , les chevaux à l'entrainement, les poulinières et étalons ont été achetés par l'écurie Hunter Valley qui, d'ailleurs , obtient une belle réussite
Il a été tête de liste des entraîneurs aux gains quatre années d'affilée, de 1995 à 1998. En 2017, il devient pour la première fois tête de liste des éleveurs.

## Palmarès (en tant qu'entraineur et/ou driver)

### France

#### Groupe I
- Prix d'Amérique – 1 – Coktail Jet (1996)
- Prix de France – 1 – Coktail Jet (1996)
- Prix de Paris – 1 – Défi d'Aunou (1997)
- Prix de l'Atlantique – 4 – Coktail Jet (1996), Défi d'Aunou (1997) et (1998), Quaker Jet (2010)
- Prix René-Ballière – 3 – Coktail Jet (1995), Défi d'Aunou (1996), Quaker Jet (2011)
- Grand Critérium de vitesse de la Côte d'Azur – 2 – Écho (1998), Quaker Jet (2011)
- Critérium des Jeunes – 5 – Bleuette d'Hilly (1992), Ever Jet (1995), Hello Jo (1998), Kinder Jet (2001), The Best Madrik (2010)
- Critérium des 3 ans – 1 – Carpe Diem (1993)
- Critérium des 4 ans – 1 – Défi d'Aunou (1995)
- Critérium continental – 1 – Écho (1996)
- Critérium des 5 ans – 3 – Coktail Jet (1995), Défi d'Aunou (1996), The Best Madrik (2012)
- Prix de l'Étoile – 4 – Coktail Jet (1995), Défi d'Aunou (1996), Hello Jo (1998), Bahama (1994)
- Prix de Sélection – 3 – Autour d'Aunou (1992), Full Account (1997), Hello Jo (1999)
- Prix Albert-Viel – 1 – Lucky d'Hilly (2002)

#### Groupe II
- Prix des Ducs de Normandie : – 5 – Autour d'Aunou (1993), Défi d'Aunou (1998), Giesolo de Lou (2000, 2001), Quaker Jet (2011)
- Prix Guy-Deloison – 5 – Autour d'Aunou (1993), Bahama (1992), Concertina (1993), Dea Josselyn (1996), Olivia Jet (2005)
- Prix Guy-Le-Gonidec – 5 – Coktail Jet (1994), Dresden (1995), Écho (1996), In Foot (2000), Africaine (2015)
- Prix de Washington – 4 – Coktail Jet (1995, 1996), Défi d'Aunou (1997), Écho (1998)
- Critérium de vitesse de Basse-Normandie – 4 – Coktail Jet (1996), Giesolo de Lou (1999), Jam Pridem (2002), Quaker Jet (2012)
- Prix Henri-Levesque – 4 – Coktail Jet (1995), Défi d'Aunou (1996), Écho (1997), Quaker Jet (2011)
- Prix Ovide-Moulinet – 4 – Unnamed (1991), Vita Nuova (1992), Défi d'Aunou (1996), Villeroi (2014)
- Prix Louis-Jariel – 4 – Défi d'Aunou (1996), Écho (1997), Jam Pridem (2002), Nuage de Lait (2006)
- Prix Jockey – 4 – Vizir de Retz (1992), Bahama (1994), Coktail Jet (1995), Écho (1997)
- Prix Robert-Auvray – 4 – Vita Nuova (, 1992), Autour d'Aunou (1993), Olivia Jet (2007), Rodrigo Jet (2010)
- Prix Jules-Thibault – 4 – Autour d'Aunou (1991), Envieuse (1996), Full Account (1997), The Best Madrik (2011)
- Prix Victor-Régis – 4 – Autour d'Aunou (1991), Hello Jo (1998), The Best Madrik (2010), Bold Eagle (2014)
- Prix Chambon-P – 3 – Défi d'Aunou (1997), Écho (1998), Rodrigo Jet (2012)
- Prix Albert-Demarcq – 3 – Dea Josselyn (1996), Mara Bourbon (2005), Rodrigo Jet (2010)
- Prix Ozo – 3 – Bahama  (1992), Mahana (2003), Olivia Jet (2005)
- Prix de Croix – 3 – Défi d'Aunou (1996), Écho (1997), Kourgana (2003)
- Prix Paul-Leguerney – 3 – Dresden (1995), Mazarina (2004), Africaine (2014)
- Prix Maurice-de-Gheest – 3 – Ever Jet (1995), Full Account (1996), Hello Jo (1998)
- Prix de l'Union européenne – 2 – Défi d'Aunou (1996, 1999)
- Prix Abel-Bassigny – 2 – Autour d'Aunou (1991), Halimède (1998)
- Prix Jacques-de-Vaulogé – 2 – Autour d'Aunou (1991), Full Account (1996)
- Prix Annick-Dreux – 2 – Bahama (1992), Do Wind (1994)
- Prix Pierre-Plazen – 3 – Ever Jet (1995) Full Account (1996), Kinder Jet (2001)
- Prix Masina – 2 – Bahama  (1992), Harlotta (1998)
- Prix Uranie – 2 – Concertina (1993), Dea Josselyn (1994)
- Prix Ariste Hémard – 2 – Défi d'Aunou (1995), Écho (1996)
- Prix Kalmia – 2 – Autour d'Aunou (1991), Hello Jo (1998)
- Prix Gaston-Brunet – 2 – Écho (1996), The Best Madrik (2011)
- Prix Gaston-de-Wazières – 2 – Unnamed (1990), Full Account (1997)
- Prix Reine du Corta – 2 – Bahama (1992), Envieuse (1995)
- Prix Gélinotte – 2 – Bleuette d'Hilly (1992), Harlotta (1998)
- Prix de Bourgogne – 1 – Défi d'Aunou (1997)
- Prix de Belgique – 1 – Écho (1998)
- Prix d'Europe : – 1 – Coktail Jet (1996)
- Prix de Buenos Aires – 1 – Giesolo de Lou (1999)
- Prix de La Haye – 1 – Giesolo de Lou (1999)
- Prix Charles-Tiercelin – 1 – Dea Josselyn (1995)
- Prix de Tonnac-Villeneuve – 1 – The Best Madrik (2011)
- Prix Paul-Viel – 2 – Cezio Josselyn (1993), Ever Jet (1995)
- Prix Emmanuel-Margouty – 1 – Hello Jo (1997)
- Prix Jean-Le-Gonidec – 1 – Vita Nuova (1992)
- Prix Paul-Karle – 1 – Autour d'Aunou (1991)
- Prix Éphrem-Houel – 1 – Défi d'Aunou (1995)
- Prix Roquépine – 1 – Harlotta (1998)
- Prix Phaéton – 1 – Quaker Jet (2008)
- Prix Une de Mai – 1 – Do Wind (1993)
- Prix Marcel-Laurent – 1 – Écho (1996)
- Prix de Londres  - 1  - Alcyon de Pouline (1995)
- Prix Raoul-Ballière – 1 – Dresden (1994)
- Prix René-Palyart – 1 – Dresden (1995)
- Prix Roederer – 1 – Écho (1997)
- Prix Louis-Tillaye – 1 – Holly Jet (1998)
- Prix de la Capelle (challenge TGV) – 1 – Quaker Jet (2012)
- Finale Coupe du Monde (Vincennes) – 1 – Giesolo de Lou (2001)

#### Autres épreuves notables
- Prix Louis-Cauchois – 1 – If Only (1998)
- Prix Ourasi – 1 – L'Artiste (2001)
- Prix de Berlin – 4 – Full Account (1996), Lucky D'Hilly (2002), Nuage de Lait (2004), T he Best Madrik (2011)
- Prix de Rome – 2 – Full Account (1996), Nuage de Lait (2004)
- Prix de Genève – 5 – Dresden (1995), Envieuse (1996), Go Lucky (1998), Quaker Jet (2008), The Best Madrik (2011)
- Prix de Milan – 2 – Full Account (1997), The Best Madrik (2011)
- Prix Henri-Cravoisier -2 - Full Account (1996), Hello Jo (1998)
- Prix du Luxembourg – 2 – Dresden (1997), Turbo Jet (2014)
- Prix de la Marne – 1 – Unnamed (1992)
- Prix du Plateau de Gravelle – 1 – Olivia Jet (2008)
- Prix du Bois de Vincennes – 1 – Unnamed (1992)
- Prix de New York – 2 – Jam Pridem (2002), The Best Madrik (2012)
- Prix de Bruxelles – 2 – Jam Pridem (2002), Rodrigo Jet (2011)
- Grand Prix de la Fédération du Nord – 1 – Giesolo de Lou (à 4 ans en 1998)
- Grand Prix du Sud-Est – 1 – Used to Me (2014)
- Grand Prix Anjou Maine – 1 – Giesolo de Lou (1999)
- Prix Jamin – 2 – Upero (1995), Giesolo de Lou (2000)

### Suède
- Elitloppet – 1 – Coktail Jet (1996)
- Hugo Åbergs Memorial – 1 – Giesolo de Lou (2001)
- Konung Carl XVI Gustafs Silverhäst – 1 – Giesolo de Lou (1999)
- Championnat Européen des 4 ans – 1 – Giesolo de Lou (1998)

### Allemagne
- Grosser Preis Von Bild – 1 – Défi d'Aunou (1998)
- Elite-Rennen – 1 – Giesolo de Lou (2000)
- Preis der Besten – 1 – Giesolo de Lou (2001)

### Italie
- Prix d'Europe – 1 – Coktail Jet (1994)

### Finlande
- Finlandia Ajo – 1 – Giesolo de Lou (1999, 2000)
- Kymi Grand Prix – 1 – Défi d'Aunou (1999)

### Danemark
- Copenhague Cup – 1 – Giesolo de Lou (1999)

### Autriche
- Kalman Hunyady Memorial – 2 – Upero (1994), Giesolo de Lou (1999)

### Pays-Bas
- Prix des Géants – 1 – Jam Pridem (2002)

### Épreuves européennes
- Championnat européen des 3 ans – 1 – Autour d'Aunou (1991)
- Championnat européen des 5 ans – 1 – Défi d'Aunou (1996)
- Grand Circuit européen – 1 – Giesolo de Lou (1999)
- Coupe du Monde de Trot – 1 – Giesolo de Lou (2001)

## Particularités
Jean-Étienne Dubois est l’éleveur de tous les « Jet », sans oublier Makhtoub Jet vendu et 1er de la Breeder's Crown des 4 ans Groupe I (Suède), mais aussi de Villeroi et  Bold Eagle (gagnant du Critérium des 3 ans, du prix de Sélection, du Grand Prix de l'UET, du Critérium continental, du Prix d'Amérique 2016, 2017, du Prix de France 2016,2017, etc, après avoir été partiellement vendu) Un autre de ses élèves, Al Capone Jet (vendu), a obtenu la 3e place du Prix du Président de la République (G1 monté) et a gagné le Prix Camille de Wazières (G2 monté). En septembre 2017, Drole de jet, un nouveau produit de son élevage, s'impose dans le Grand Prix de l'U E T (G1 pour 4 ans) disputé en Suède. En 2018, de nouveau, un produit de son élevage dont il est toujours l'un des copropriétaire: Express Jet devient classique en étant 2e du Prix de Sélection et 3e du Critérium des 4 ans. Des poulinières  vendues ou restées au haras de la Perrière ont produits des chevaux classiques : gagnant de G1 avec Charly du noyer et Darling de Reux et placés de G1 avec les produits Hunter Valley, à savoir Kamehameha , King Opera , Kobayashi .
Son étalon Coktail Jet est devenu numéro 1 des étalons français (2002), 2003, 2004, 2007, 2009, 2010) et 2011. Il a produit à ce jour vingt six gagnants de Groupe I.
Jean-Étienne Dubois a gagné tous les Groupes I attelés du programme français. Il est le recordman des victoires dans le Critérium des Jeunes (tout comme Jean René Gougeon) ; il est aussi, comme Henri Levesque, l'entraineur qui a placé le plus grand nombre de trotteurs différents (cinq) sur le podium d'un Prix d'Amérique depuis 1960 : Coktail Jet : 1er en 1996 (+7e en 97), Defi d'Aunou : 3e en 97 et 3e en 99(+ 4e en 1998), Echo : 2e en 98 (+4e en 1999), Quaker Jet : 2e en 2010(+ 5e en 2011), The Best Madrik : 3e en 2012 à l'âge de 5 ans (+ 5e en 2013).
Jean-Étienne Dubois a également gagné (en tant qu'entraineur) 43 des 44 courses de groupes attelés du programme français proposé aux jeunes générations : G2 (ou G3 d'Enghien ouvert à tous), du premier G2 à deux ans jusqu'au Critérium des cinq ans, le seul G2 manquant à son palmarès a été gagné néanmoins par le cheval qu'il a élevé, entrainé en début de carrière, et dont il est toujours copropriétaire, à savoir le crack Bold Eagle.
Placé dans les Groupes 1 avec : Do Wind (Critérium des jeunes), Dresden (prix de Vincennes), Holly Jet (prix de Vincennes), Obelix Laukko (prix de l'Atlantique et championnat européen des 5 ans), Olivia Jet (criterium des 3 ans), Rodrigo Jet (prix Balliere, Finlandia ajo), Africaine (GP de l'UET, critérium des 5 ans), il fut (fait rarissime) 3e du Prix Ballière G1 avec Coktail Jet alors que celui-ci n'était âgé que de 4 ans, et il fit de même avec Full Account, âgé lui aussi de 4 ans, 3e du G1 Prix de l'Atlantique.
Il est à signaler qu'il gère complètement l'élevage de sa mère, Mme Étiennette Dubois, dont les reproductrices et les poulains sont stationnés chez lui, au haras de la Pierrière, et de ce fait, l'on pourrait considérer que dans ce domaine, environ un tiers de l'élevage du haras était au nom de sa mère, ce qui, bien sûr a modifié ses résultats dans les statistiques « éleveurs ».
À l'exception de Obélix Laukko tous les chevaux cités ont débuté sous son entraînement.